# Göran Fahlström
Göran Fahlström, född 5 juli 1914 i Engelbrekts församling i Stockholm, död 3 november 1976 i Lunds domkyrkoförsamling i dåvarande Malmöhus län, var en svensk präst och skolman.
Göran Fahlström var son till direktören Gustaf Fahlström och Signe Lundin. Han tog examen vid Handelsgymnasiet i Gävle 1932, studentexamen som privatist i Stockholm 1938, blev teologie kandidat vid Lunds universitet 1945, filosofie magister 1959 och teologie licentiat 1962.
Han var kontorist och journalist i Borlänge 1932–1935, handelslärare i Lund 1942–1945, präst i Västerås stift 1945–1960 (tillförordnad kyrkoherde i Irsta-Badelunda 1957–1959), extra adjunkt och timlärare olika läroverk 1946–1959, adjunkt vid Eslövs högre allmänna läroverk 1959, lektor vid Norrköpings högre allmänna läroverk 1963 samt rektor för Alingsås högre allmänna läroverk från 1964.
Han var ordförande och sekreterare i olika kyrkliga styrelser 1947–1958. Han hade utmärkelsen FMMmsv.
Göran Fahlström var gift 1937–1961 med folkskolläraren Berit Lundholm, dotter till slöjdläraren Karl Lundholm och Adéle Skarin. De fick fem barn: programledaren Bengt Fahlström (1938–2017), Elisabeth (1940-1989), Lars (född 1942), Eva (född 1945) och Thomas (född 1947). Fahlström är begravd på Norra kyrkogården i Lund.